# 论经济科学的性质和意义
《论经济科学的性质和意义》是莱昂内尔·罗宾斯出版于1932年（第二版于1935年，共158页）的著作。该书寻求更准确地定义一个作为科学的经济学，以引出其实质性的含义。他认为经济分析是相对于基于最现代实践的“特定问题的被接受的解”的。罗宾斯虽然并未主张其独创性，但他还是表达希望是已经在一些“并非总是清楚地被阐明的”诸原理中的少数几点上给出了其解释力。（1935年，pp. xiv-xvi）

## 主要命题
罗宾斯提出定义并为作为科学的经济学而辩护：
- 1. 是对具有不同选择的“作为各结果与各有限预算之间关系的人类行为”的研究（1935年，p. 16.）
- 2. 关于行为的侧面（基于稀缺性的），而不是关于行为的特定种类（p. 17）
- 3. 在各结果中中立，但仅对于那些仰赖有限预算的任意结果。（p. 24）
- 4. 不能通过观察和内省来确定，对于任意个人，边际效用递减法则 意味着从富者到穷者的收入再分配会提升总的效用（p. 137），因此从科学领域中排除了个人之间效用的可比性。
- 5. 区别于价值判断 (p. 148).

## 影响
罗宾斯的关于经济学的定义在今天的各种教科书中已经并不鲜见，有些是反映了其用法的不同表述。他的这篇《论经济科学的性质和意义》在1932年到1960年是有关经济方法论和经济哲学方面引述最多的著作之一。其中所属的主要特征已经被广泛接受了，至少也是作为了后续分析的出发点。（Corry, 1987, p.207）